# Bắc Tề

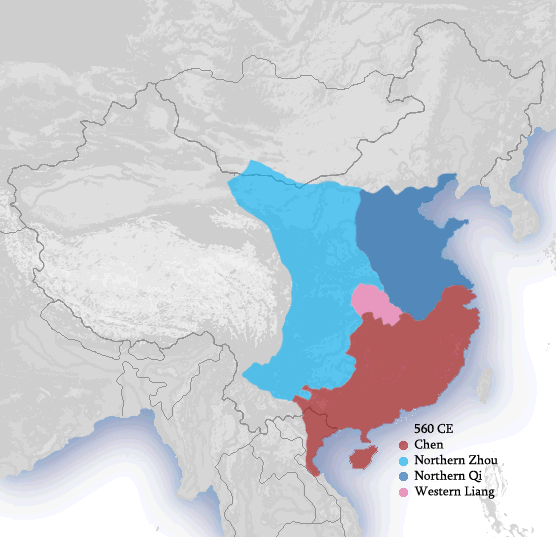
Năm 560
Trần
Bắc Tề
Bắc Chu.
Tây Lương.

Bắc Tề (tiếng Trung: 北齊; Běiqí) là một trong năm triều đại thuộc Bắc triều trong lịch sử Trung Quốc. Triều đại này cai quản khu vực miền bắc Trung Quốc từ năm 550 tới năm 577.

## Thành lập
Nhà Bắc Tề là sự kế tục nhà Đông Ngụy của người Tiên Ti. Trong chiến tranh giữa các chư hầu cuối thời Bắc Ngụy, tướng Cao Hoan (496-547) nổi lên làm chủ phía đông Trung Nguyên. Năm 534, khi Bắc Ngụy tan rã, Vua Bắc Ngụy Hiếu Vũ Đế chạy sang Quan Trung theo Vũ Văn Thái cát cứ tại đó, Cao Hoan đã lập hoàng thân Nguyên Thiện Kiến lên ngôi, tức là Hiếu Tĩnh Đế nhà Đông Ngụy. Bên kia Vũ Văn Thái sau khi giết Hiếu Vũ Đế cũng lập hoàng thân khác là Nguyên Bảo Cự lên ngôi, tức là Tây Ngụy Văn Đế.
Cao Hoan và Vũ Văn Thái nhân danh hai nhà Ngụy đánh nhau nhiều trận bất phân thắng bại. Năm 547, Cao Hoan mất, Cao Trừng (521-549) lên thay. Cao Trừng định cướp ngôi Đông Ngụy thì bị hành thích chết. Em Trừng là Cao Dương (529-559) lên thay. Năm sau, Cao Dương cướp ngôi Đông Ngụy, thành lập ra nhà Bắc Tề với niên hiệu Thiên Bảo.

## Lãnh thổ
Lãnh thổ của nhà Bắc Tề gồm 50 châu, 162 quận, 382 huyện. Dân số có 332,5 vạn hộ tương đương 20 triệu người (Bắc Chu có 211 châu, 508 quận, 1124 huyện; Nam Trần có 30 châu và 2 triệu dân). Lãnh thổ Bắc Tề là khu vực kinh tế phát triển nhất, dân số đông đúc nhất ở miền Bắc lúc bấy giờ.

## Quân sự
Trong những năm đầu dưới sự cai trị của Văn Tuyên Đế, quân đội được xây dựng vững mạnh, chính sách thuế được điều chỉnh, tình trạng tham nhũng không xảy ra, Nhà nước trả lương hợp lý cho các quan chức, chính quyền được củng cố. Văn Tuyên Đế sửa lại luật của Đông Ngụy, chọn lựa những người khỏe mạnh từ người Tiên Ty và Hán xung vào quân đội, trấn giữ các trọng trấn.
Luật thuế được điều chỉnh, dân chúng được chia thành chín hạng tùy thuộc vào tài sản, người giàu phải nộp nhiều thuế hơn, người nghèo phải góp công sức nhiều hơn. Để chống xâm lăng của hai dân thiểu số Đột Quyết (Tu Jue) và Khiết Đan từ phương Bắc, Bắc Tề cho xây cất, năm 556, một thành lũy dài 700 cây số đi từ Đại Đồng (Sơn Tây) đến Sơn Hải quan bên cạnh bờ biển Bột Hải. Gần 2 triệu nhân công được huy động để xây dựng kéo dài thêm Vạn Lý Trường Thành. Quân đội Bắc Tề được xây dựng tinh nhuệ đã đẩy lùi những cuộc tấn công của Tây Ngụy.
Năm 561, Văn Tuyên Đế chết, con lớn Cao Ân (545-561) lên kế vị vẫn còn nhỏ tuổi. Em Văn Tuyên Đế là Trường Sơn Vương Cao Diễn giết Tể tướng Dương Ân và giành quyền lực, phế bỏ Cao Ân làm Tế Nam Vương và sau đó giết chết vào năm 561. Cao Diễn lên ngôi, tức Hiếu Chiêu Đế, cai trị một thời gian ngắn và chết trong một lần đi săn. Năm 561, Cao Trạm lên ngôi kế vị anh trai của mình, tức là Vũ Thành Đế.

## Chính sách ruộng đất

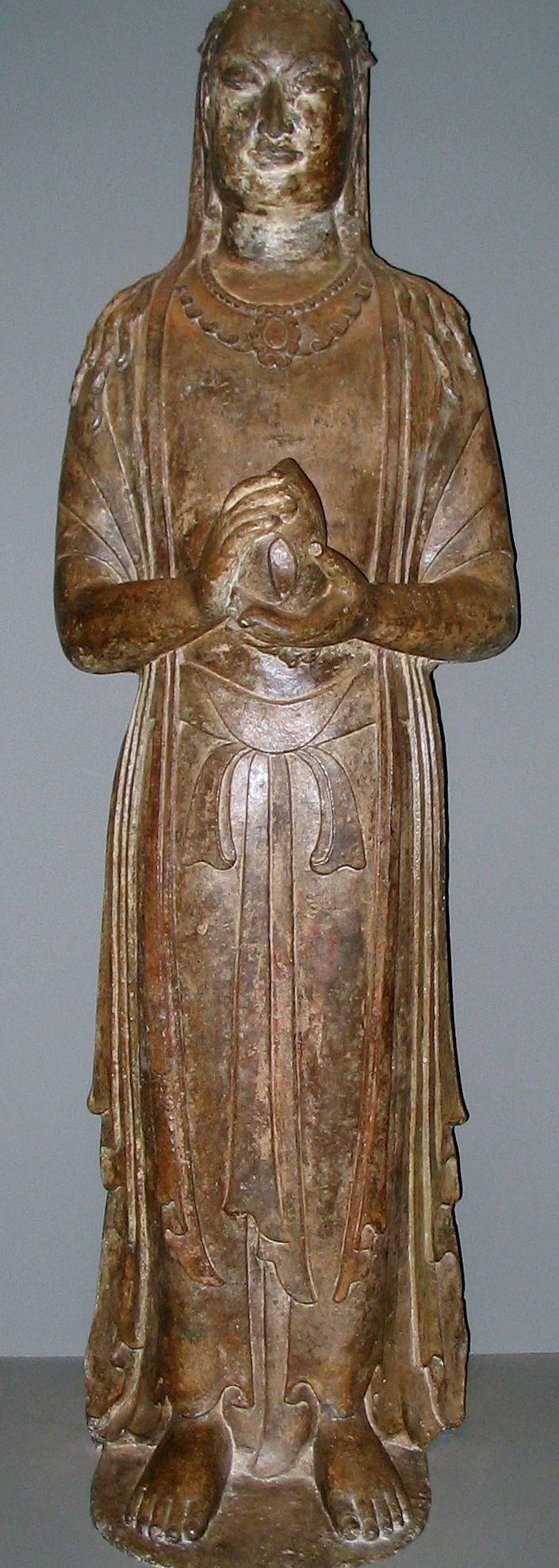
Tượng Bồ Tát thời Bắc Tề

Luật thuế cũng được cải cách, cho phép người dân không có đất canh tác được quyền sử dụng đất để tăng thêm sản lượng nông nghiệp. Năm 564, nhà Bắc Tề từng ban bố một lệnh chia đều ruộng đất với ý muốn điều chỉnh chế độ quân điền, thay đổi độ tuổi nhận ruộng từ 15 lên 18 tuổi, tuổi trả ruộng hạ xuống 65, Triều đình không quan tâm đến vấn đề ruộng đất hưu canh, mỗi tráng đinh được cấp lộ điền là 80 mẫu, phụ nữ được cấp lộ điền 40 mẫu, tang điền không đổi là 20 mẫu nhưng tuyên bố vĩnh viễn thuộc về nông dân.
Ở những nơi ruộng đất không thích hợp cho việc trồng dâu thì lại cấp cho nông dân một số lượng ruộng đất thích hợp để trồng cây gai gọi là ma điền, cũng giống như tang điền; nô tỳ cũng được cấp ruộng đất giống như người bình dân. Cây gai (ninh ma) là loại cây sống lâu năm. Sợi gai nhẹ, trắng, sáng bóng, bền chắc gấp mười lần sợi bông. Cây chắc khoẻ và thường cho sợi mới suốt mấy chục năm thậm chí cả trăm năm.
Tuy nhiên đối với số lượng nô tỳ được hưởng quyền cấp ruộng đất, Triều đình có sự hạn chế, quy định thân vương là 300 người, tự vương là 200 người, thân chính vương là 150 người, quan viên từ chính tam phẩm trở lên 100 người, quan viên từ chính thất phẩm trở xuống là 80 người, từ bát phẩm trở xuống và thứ dân là 60 người. Nếu nô tỳ vượt quá số quy định đó thì không cấp cho ruộng đất, mỗi con bò cày ruộng được cấp 60 mẫu nhưng hạn chế tối đa chỉ cấp cho bốn con bò, thời gian trả ruộng và cấp phát ruộng đất đổi từ tháng giêng sang tháng 10 hàng năm. Kết quả hiệu quả thu được rất nhỏ. Địa chủ sĩ tộc xưa nay vốn chiếm hữu phần lớn ruộng đất, họ lại hay thừa cơ chiếm đất tốt. Kết quả người giàu có nhiều ruộng đất, còn người nghèo thì không có.

## Luật pháp
Mùa xuân năm 564, nhà Bắc Tề cải cách lại hình luật có từ thời Bắc Ngụy theo hướng khoan dung hơn. Việc soạn thảo pháp luật do Phong Truật chủ trì.
Phong Truật xuất thân trong đại tộc ở Hà Bắc, từng làm quan suốt từ triều Tây Tấn, Tiền Yên, Hậu Yên, Bắc Ngụy, lại làm Đại Lý Tự khanh, tinh thông chế độ luật lệnh. Luật của Bắc Tề có kết cấu chặt chẽ, văn chương tinh giản được xem là bộ luật ưu tú nhất trong thời kỳ Nam Bắc triều, gồm 12 chương, 949 điều. Về sau các triều đại nhà Tùy và nhà Đường đều lấy Luật Bắc Tề làm bản tham khảo.
Về mặt nội dung Bắc Tề luật đều kế thừa thành quả cải cách pháp luật từ thời Ngụy Tấn trở về sau, nét đặc sắc nhất là sáng lập ra chế độ mười điều trọng tội, tập trung các tội danh có hại nhất tới trật tự thống trị là phản nghịch, đại nghịch, phản loạn, hàng, ác nghịch, bất đạo, bất tín, bất hiếu, bất nghĩa, nội loạn. Về sau mười điều trọng tội được nhà Tùy chỉnh lý và gọi là Thập ác.

## Chính sách dân tộc
Tập đoàn thống trị Đông Ngụy Bắc Tề chủ yếu do tộc Tiên Ti lục trấn và địa chủ Hán tộc Hà Bắc kết hợp nắm giữ. Vì người Tiên Ti kỳ thị người Hán nên mâu thuẫn dân tộc rất gay gắt. Cao Hoan muốn điều hòa mâu thuẫn giữa hai tộc Hồ và Hán nhưng không đủ sức. Cao Hoan cho rằng người Tiên Ty và Hán cần phải hợp tác với nhau, người Hán canh tác nông nghiệp để cung ứng lương thực, còn người Tiên Ty tham gia quân đội để bảo vệ đất nước. Chính sách của Đông Ngụy cho phép người Tiên Ty có quyền áp bức người Hán trong trật tự và người Hán phải cam chịu. Cao Hoan tiếp tục nhận được sự ủng hộ của tầng lớp quý tộc Thác Bạt cũ, cho phép quý tộc Thác Bạt quay trở lại phong tục cũ, sử dụng ngôn ngữ Tiên Ty, đi ngược lại chính sách của Hiếu Văn Đế, trong khi đó địa chủ người Hán cũng nhận được các đặc quyền kinh tế. Họ tên của người Tiên Ty cũng được đổi lại. Khi vua mới lên ngôi cũng theo lễ nghi cũ của người Tiên Ty: đầu trùm khăn len màu đen, quay về hướng tây để lạy trời, sau đó mới đi vào điện Thái Cực. Các trường Nho giáo đều đóng cửa. Người Tiên Ty có tiếng nói mà không có chữ viết nên mọi văn thư trong triều đình vẫn dùng chữ Hán. Chính quyền Đông Ngụy – Bắc Tề luôn xảy ra xung đột quyết liệt giữa người Tiên Ty và người Hán. Cuộc tranh chấp chính trị giữa người Tiên Ty và người Hán được kết thúc bằng sự thất bại của các sĩ tộc người Hán.

## Diệt vong
Nhà Bắc Tề được cai trị bởi những vị hoàng đế hung bạo và thiếu năng lực như Văn Tuyên Đế Cao Dương, Vũ Thành Đế Cao Đam (hay Trạm) và Hậu Chủ Cao Vĩ cùng các quan lại tham nhũng biến chất cũng như quân đội ngày càng yếu kém hơn.
Mặc dù ban đầu khi mới thành lập, Bắc Tề là nước mạnh nhất trong số ba nước chính tại Trung Quốc cùng Bắc Chu và Trần, nhưng dần dần bị sa sút trong cuộc chiến với hai quốc gia kia.
Vũ Thành Đế đã nghe theo lời khuyên của Hoài Dương Vương Hoà Sĩ Khai, truyền ngôi cho Thái tử Cao Vĩ vào năm 564 rồi lui về sau để mặc sức hưởng lạc. 3 năm sau thì Vũ Thành Đế chết do tửu sắc quá độ. Trong thời gian Cao Vĩ cai trị, nạn tham nhũng và lãng phí càng phát triển. Đến hậu kỳ Bắc Tề, nông dân mất hết đất đai, bỏ nhà lưu vong khiến thu nhập tài chính của Bắc Tề hết sức nguy ngập. Chính trị Bắc Tề đen tối, tham quan ô lại dẫy đầy mọi nơi. Tề Hậu Chủ Cao Vĩ là một hôn quân hoang đường, dâm dục tàn bạo, xây dựng cung điện chùa chiền liên miên, hoang phí vô độ. Vì vậy, bóc lột càng nặng, dân không đất sống, lửa khởi nghĩa bùng bùng phát sinh.
Năm 577, Bắc Chu Vũ Đế (Vũ Văn Ung) mang quân đánh Bắc Tề. Hậu Chủ Cao Vĩ vẫn mải cùng mỹ nhân Phùng Tiểu Liên vui chơi đàn hát, không quan tâm tới mặt trận. Mãi tới khi quân Bắc Chu kéo tới gần, Cao Vĩ vội bỏ chạy, không dám chống cự.
Anh họ Cao Vĩ là An Đức Vương Cao Diên Tông (con trai Cao Trừng) xưng đế trong một thời gian ngắn trong năm 577 sau khi binh lính bảo vệ thành Tấn Dương (晉陽, nay thuộc Thái Nguyên, Sơn Tây) tôn ông lên ngôi khi Cao Vĩ bỏ chạy khỏi Tấn Dương. Tuy nhiên, Cao Diên Tông gần như bị quân Bắc Chu đánh bại ngay lập tức và bị bắt, vì thế nói chung không được coi là Hoàng đế Bắc Tề thật sự.
Thái thượng hoàng Cao Vĩ sau khi bỏ chạy đã cố gắng ban bố một chỉ dụ thay mặt cho con trai mình là Ấu Chủ còn quá nhỏ để nhường ngôi cho chú họ mình (con trai Cao Hoan) là Nhậm Thành Vương Cao Giai (高湝), nhưng các viên quan mà ông giao nhiệm vụ truyền chỉ dụ cho Cao Giai đã đầu hàng Bắc Chu chứ không tới truyền chỉ dụ cho Cao Giai. Sau đó Cao Giai cũng bị quân Bắc Chu bắt giữ.
Cha con Cao Vĩ cuối cùng bị quân Bắc Chu bắt. Chu Vũ Đế sai hai cha con múa hát làm trò trong quân rồi mang chém cả hai.
Sau đó con trai Văn Tuyên Đế là Phạm Dương Vương Cao Thiệu Nghĩa, dưới sự bảo hộ của người Đột Quyết đã xưng làm Vua Bắc Tề trên lãnh thổ Đột Quyết, nhưng đã không thành công trong việc tái chiếm lãnh thổ cũ của Bắc Tề. Nhưng đến năm 580, Thiệu Nghĩa bị người Đột Quyết bắt nộp cho Bắc Chu và bị giam giữ tại khu vực Tứ Xuyên ngày nay. Đây cũng là vấn đề gây tranh luận xem Cao Thiệu Nghĩa có nên được công nhận là Hoàng đế Bắc Tề hay không, nhưng trong bất kỳ trường hợp nào thì năm 577 nói chung được các sử gia coi là thời điểm kết thúc nhà Bắc Tề.

## Các hoàng đế
| Miếu hiệu (庙号) | Thụy hiệu (諡號)               | Họ, tên           | Trị vì   | Niên hiệu (年號), thời gian sử dụng                                   |
| ---------------- | ------------------------------ | ----------------- | -------- | --------------------------------------------------------------------- |
| Không có         | Văn Mục Hoàng Đế (文穆皇帝)    | Cao Thọ (高树)    | truy tôn |                                                                       |
| Cao Tổ (高祖)    | Thần Vũ Hoàng Đế (神武皇帝)    | Cao Hoan (高欢)   | truy tôn |                                                                       |
| Thế Tông (世宗)  | Văn Tương Hoàng Đế (文襄皇帝)  | Cao Trừng (高澄)  | truy tôn |                                                                       |
| Hiển Tổ (顯祖)   | Văn Tuyên Hoàng Đế (文宣皇帝)  | Cao Dương (高洋)  | 550-559  | Thiên Bảo (天保) 550-559                                              |
| Không có         | Mẫn Điệu Vương (愍悼王)        | Cao Ân (高殷)     | 559-560  | Càn Minh (乾明) 560                                                   |
| Túc Tông (肃宗)  | Hiếu Chiêu Hoàng Đế (孝昭皇帝) | Cao Diễn (高演)   | 560-561  | Hoàng Kiến (皇建) 560-561                                             |
| Thế Tổ (世祖)    | Vũ Thành Hoàng Đế (武成皇帝)   | Cao Đam (高湛)    | 561-565  | Thái Ninh (太寧) 561-562 Hà Thanh (河清) 562-565                      |
| Không có         | Không có                       | Cao Vĩ (高緯)     | 565-577  | Thiên Thống (天統) 565-569 Vũ Bình (武平) 570-576 Long Hóa (隆化) 576 |
| Không có         | Sở Cung Ai Đế (楚恭哀帝)       | Cao Nghiễm (高儼) | truy tôn |                                                                       |
| Không có         | Không có                       | Cao Hằng (高恆)   | 577      | Thừa Quang (承光) 577                                                 |

|                                      |                                      |                                      |                                      |                                      |                                      |  |  |                                       |                                       |                                       |                                       |                                       |                                       |  |  | Tề Thần Vũ Đế Cao Hoan 496-547               |                                              |                                              |                                              |                                              |                                              |  |  |                                         |                                         |                                         |                                         |                                         |                                         |  |  |                                  |                                  |                                  |                                  |                                  |                                  |  |  |  |  |  |  |  |  |  |  |  |  |  |  |  |  |  |  |  |  |  |  |  |  |  |  |  |  |  |  |
|                                      |                                      |                                      |                                      |                                      |                                      |  |  |                                       |                                       |                                       |                                       |                                       |                                       |  |  |                                              |                                              |                                              |                                              |                                              |                                              |  |  |                                         |                                         |                                         |                                         |                                         |                                         |  |  |                                  |                                  |                                  |                                  |                                  |                                  |  |  |  |  |  |  |  |  |  |  |  |  |  |  |  |  |  |  |  |  |  |  |  |  |  |  |  |  |  |  |
|                                      |                                      |                                      |                                      |                                      |                                      |  |  |                                       |                                       |                                       |                                       |                                       |                                       |  |  |                                              |                                              |                                              |                                              |                                              |                                              |  |  |                                         |                                         |                                         |                                         |                                         |                                         |  |  |                                  |                                  |                                  |                                  |                                  |                                  |  |  |  |  |  |  |  |  |  |  |  |  |  |  |  |  |  |  |  |  |  |  |  |  |  |  |  |  |  |  |
| Tề Văn Tương Đế Cao Trừng 521-549    | Tề Văn Tương Đế Cao Trừng 521-549    | Tề Văn Tương Đế Cao Trừng 521-549    | Tề Văn Tương Đế Cao Trừng 521-549    | Tề Văn Tương Đế Cao Trừng 521-549    | Tề Văn Tương Đế Cao Trừng 521-549    |  |  | Tề Văn Tuyên Đế Cao Dương 529-550-559 | Tề Văn Tuyên Đế Cao Dương 529-550-559 | Tề Văn Tuyên Đế Cao Dương 529-550-559 | Tề Văn Tuyên Đế Cao Dương 529-550-559 | Tề Văn Tuyên Đế Cao Dương 529-550-559 | Tề Văn Tuyên Đế Cao Dương 529-550-559 |  |  | Tề Hiếu Chiêu Đế Cao Diễn 535-560-561        | Tề Hiếu Chiêu Đế Cao Diễn 535-560-561        | Tề Hiếu Chiêu Đế Cao Diễn 535-560-561        | Tề Hiếu Chiêu Đế Cao Diễn 535-560-561        | Tề Hiếu Chiêu Đế Cao Diễn 535-560-561        | Tề Hiếu Chiêu Đế Cao Diễn 535-560-561        |  |  | Tề Vũ Thành Đế Cao Trạm 537-561-565-568 | Tề Vũ Thành Đế Cao Trạm 537-561-565-568 | Tề Vũ Thành Đế Cao Trạm 537-561-565-568 | Tề Vũ Thành Đế Cao Trạm 537-561-565-568 | Tề Vũ Thành Đế Cao Trạm 537-561-565-568 | Tề Vũ Thành Đế Cao Trạm 537-561-565-568 |  |  | Nhâm Thành Vương Cao Giai ?-577  | Nhâm Thành Vương Cao Giai ?-577  | Nhâm Thành Vương Cao Giai ?-577  | Nhâm Thành Vương Cao Giai ?-577  | Nhâm Thành Vương Cao Giai ?-577  | Nhâm Thành Vương Cao Giai ?-577  |  |  |  |  |  |  |  |  |  |  |  |  |  |  |  |  |  |  |  |  |  |  |  |  |  |  |  |  |  |  |
| Tề Văn Tương Đế Cao Trừng 521-549    | Tề Văn Tương Đế Cao Trừng 521-549    | Tề Văn Tương Đế Cao Trừng 521-549    | Tề Văn Tương Đế Cao Trừng 521-549    | Tề Văn Tương Đế Cao Trừng 521-549    | Tề Văn Tương Đế Cao Trừng 521-549    |  |  | Tề Văn Tuyên Đế Cao Dương 529-550-559 | Tề Văn Tuyên Đế Cao Dương 529-550-559 | Tề Văn Tuyên Đế Cao Dương 529-550-559 | Tề Văn Tuyên Đế Cao Dương 529-550-559 | Tề Văn Tuyên Đế Cao Dương 529-550-559 | Tề Văn Tuyên Đế Cao Dương 529-550-559 |  |  | Tề Hiếu Chiêu Đế Cao Diễn 535-560-561        | Tề Hiếu Chiêu Đế Cao Diễn 535-560-561        | Tề Hiếu Chiêu Đế Cao Diễn 535-560-561        | Tề Hiếu Chiêu Đế Cao Diễn 535-560-561        | Tề Hiếu Chiêu Đế Cao Diễn 535-560-561        | Tề Hiếu Chiêu Đế Cao Diễn 535-560-561        |  |  | Tề Vũ Thành Đế Cao Trạm 537-561-565-568 | Tề Vũ Thành Đế Cao Trạm 537-561-565-568 | Tề Vũ Thành Đế Cao Trạm 537-561-565-568 | Tề Vũ Thành Đế Cao Trạm 537-561-565-568 | Tề Vũ Thành Đế Cao Trạm 537-561-565-568 | Tề Vũ Thành Đế Cao Trạm 537-561-565-568 |  |  | Nhâm Thành Vương Cao Giai ?-577  | Nhâm Thành Vương Cao Giai ?-577  | Nhâm Thành Vương Cao Giai ?-577  | Nhâm Thành Vương Cao Giai ?-577  | Nhâm Thành Vương Cao Giai ?-577  | Nhâm Thành Vương Cao Giai ?-577  |  |  |  |  |  |  |  |  |  |  |  |  |  |  |  |  |  |  |  |  |  |  |  |  |  |  |  |  |  |  |
|                                      |                                      |                                      |                                      |                                      |                                      |  |  |                                       |                                       |                                       |                                       |                                       |                                       |  |  |                                              |                                              |                                              |                                              |                                              |                                              |  |  |                                         |                                         |                                         |                                         |                                         |                                         |  |  |                                  |                                  |                                  |                                  |                                  |                                  |  |  |  |  |  |  |  |  |  |  |  |  |  |  |  |  |  |  |  |  |  |  |  |  |  |  |  |  |  |  |
| An Đức Vương Cao Diên Tông ?-576-578 | An Đức Vương Cao Diên Tông ?-576-578 | An Đức Vương Cao Diên Tông ?-576-578 | An Đức Vương Cao Diên Tông ?-576-578 | An Đức Vương Cao Diên Tông ?-576-578 | An Đức Vương Cao Diên Tông ?-576-578 |  |  | Tề Phế Đế Cao Ân 545-559-560-561      | Tề Phế Đế Cao Ân 545-559-560-561      | Tề Phế Đế Cao Ân 545-559-560-561      | Tề Phế Đế Cao Ân 545-559-560-561      | Tề Phế Đế Cao Ân 545-559-560-561      | Tề Phế Đế Cao Ân 545-559-560-561      |  |  | Phạm Dương Vương Cao Thiệu Nghĩa ?-578-580-? | Phạm Dương Vương Cao Thiệu Nghĩa ?-578-580-? | Phạm Dương Vương Cao Thiệu Nghĩa ?-578-580-? | Phạm Dương Vương Cao Thiệu Nghĩa ?-578-580-? | Phạm Dương Vương Cao Thiệu Nghĩa ?-578-580-? | Phạm Dương Vương Cao Thiệu Nghĩa ?-578-580-? |  |  | Tề Hậu Chủ Cao Vĩ 556-565-577           | Tề Hậu Chủ Cao Vĩ 556-565-577           | Tề Hậu Chủ Cao Vĩ 556-565-577           | Tề Hậu Chủ Cao Vĩ 556-565-577           | Tề Hậu Chủ Cao Vĩ 556-565-577           | Tề Hậu Chủ Cao Vĩ 556-565-577           |  |  | Sở Cung Ai Đế Cao Nghiễm 557-571 | Sở Cung Ai Đế Cao Nghiễm 557-571 | Sở Cung Ai Đế Cao Nghiễm 557-571 | Sở Cung Ai Đế Cao Nghiễm 557-571 | Sở Cung Ai Đế Cao Nghiễm 557-571 | Sở Cung Ai Đế Cao Nghiễm 557-571 |  |  |  |  |  |  |  |  |  |  |  |  |  |  |  |  |  |  |  |  |  |  |  |  |  |  |  |  |  |  |
| An Đức Vương Cao Diên Tông ?-576-578 | An Đức Vương Cao Diên Tông ?-576-578 | An Đức Vương Cao Diên Tông ?-576-578 | An Đức Vương Cao Diên Tông ?-576-578 | An Đức Vương Cao Diên Tông ?-576-578 | An Đức Vương Cao Diên Tông ?-576-578 |  |  | Tề Phế Đế Cao Ân 545-559-560-561      | Tề Phế Đế Cao Ân 545-559-560-561      | Tề Phế Đế Cao Ân 545-559-560-561      | Tề Phế Đế Cao Ân 545-559-560-561      | Tề Phế Đế Cao Ân 545-559-560-561      | Tề Phế Đế Cao Ân 545-559-560-561      |  |  | Phạm Dương Vương Cao Thiệu Nghĩa ?-578-580-? | Phạm Dương Vương Cao Thiệu Nghĩa ?-578-580-? | Phạm Dương Vương Cao Thiệu Nghĩa ?-578-580-? | Phạm Dương Vương Cao Thiệu Nghĩa ?-578-580-? | Phạm Dương Vương Cao Thiệu Nghĩa ?-578-580-? | Phạm Dương Vương Cao Thiệu Nghĩa ?-578-580-? |  |  | Tề Hậu Chủ Cao Vĩ 556-565-577           | Tề Hậu Chủ Cao Vĩ 556-565-577           | Tề Hậu Chủ Cao Vĩ 556-565-577           | Tề Hậu Chủ Cao Vĩ 556-565-577           | Tề Hậu Chủ Cao Vĩ 556-565-577           | Tề Hậu Chủ Cao Vĩ 556-565-577           |  |  | Sở Cung Ai Đế Cao Nghiễm 557-571 | Sở Cung Ai Đế Cao Nghiễm 557-571 | Sở Cung Ai Đế Cao Nghiễm 557-571 | Sở Cung Ai Đế Cao Nghiễm 557-571 | Sở Cung Ai Đế Cao Nghiễm 557-571 | Sở Cung Ai Đế Cao Nghiễm 557-571 |  |  |  |  |  |  |  |  |  |  |  |  |  |  |  |  |  |  |  |  |  |  |  |  |  |  |  |  |  |  |
|                                      |                                      |                                      |                                      |                                      |                                      |  |  |                                       |                                       |                                       |                                       |                                       |                                       |  |  |                                              |                                              |                                              |                                              |                                              |                                              |  |  | Tề Ấu Chủ Cao Hằng 570-577-578          |                                         |                                         |                                         |                                         |                                         |  |  |                                  |                                  |                                  |                                  |                                  |                                  |  |  |  |  |  |  |  |  |  |  |  |  |  |  |  |  |  |  |  |  |  |  |  |  |  |  |  |  |  |  |